# روبرتو اولابه (بازیکن فوتبال، زاده ۱۹۹۶)
روبرتو اولابه (انگلیسی: Roberto Olabe؛ زادهٔ ۵ مهٔ ۱۹۹۶) بازیکن فوتبال اهل اسپانیا است.
از باشگاه‌هایی که در آن بازی کرده‌است می‌توان به باشگاه فوتبال اکسترمادورا، باشگاه فوتبال اتلتیکو مادرید، باشگاه فوتبال توندلا، باشگاه فوتبال آلباسته بالومپیه، باشگاه فوتبال آلکورکون، باشگاه فوتبال ایبار، و باشگاه فوتبال اتلتیکو مادرید بی اشاره کرد.
وی همچنین در تیم ملی فوتبال زیر ۱۷ سال اسپانیا بازی کرده‌است.